# Абсолютна Диво-жінка
«Абсолю́тна Ди́во-жі́нка» (англ. Absolute Wonder Woman) — серія коміксів про Диво-жінку, що видається DC Comics. Сценаристка — Келлі Томпсон, художник — Гейден Шерман. Серія стартувала 23 жовтня 2024 року в рамках імпринту Absolute Universe (AU) від DC.
У центрі історії — незвична версія Діани, яка зростала не на Теміскірі, як зазвичай, а в самісінькому Пеклі.
Комікс здобув високу оцінку критиків завдяки глибокому образу Диво-жінки, сміливому переосмисленню її міфології та вражаючій візуальній стилістиці від Гейдена Шермана.

## Історія публікації
Станом на липень 2024 року в розробці вже перебувала нова серія коміксів про Диво-жінку під назвою Absolute Wonder Woman. Сценарій написала Келлі Томпсон, а за ілюстрації відповідав Гейден Шерман. Проєкт став частиною імпринту Absolute Universe (AU) від DC Comics.
Серія почала виходити 23 жовтня того ж року.

## Сюжет

### Остання амазонка
Походження Діани отримує нове трактування в межах Absolute Universe від DC. Замість того, щоб вирости на Теміскіру, її забирає до Пекла бог Аполлон і віддає на виховання відьмі Цирцеї, яка стає її прийомною матір’ю. Таке виховання дарує Діані унікальне поєднання амазонської сили та темної магії.
На своєму шляху вона стикається з грізними ворогами, зокрема з передвісниками катастроф та гігантською істотою, на ім'я Тетрасайд. Сюжет перемежовується між битвою Діани у Ґейтвей-Сіті та флешбеками з її життя в Пеклі разом із Цирцеєю, включно з моментом, коли вона вперше зустрічає Стіва Тревора, якого прибиває до берегів Дикого острова, і вона рятує його.
У ключовій сцені Діана викликає силу своєї матері, щоби збільшити свій меч до гігантських розмірів і розсікти Тетрасайда навпіл. Проте істота починає регенерувати. Тоді Діана застосовує Ласо Перевтілення Цирцеї на себе, перетворюючись на Медузу. Завдяки цій силі вона обертає Тетрасайда на камінь, а повернувшись до свого звичного вигляду за допомогою Стіва Тревора, добиває монстра потужним ударом.
Історія завершується на напруженому кліфгенґері: Діану хапає за ногу невідома рука й тягне під землю — схоже, це діяння одного з олімпійських богів.

## Головні герої
- Диво-жінка (Діана)
- Стів Тревор
- Аполлон
- Цирцея
- Тетрасайд

## Колекційні видання
| № | Назва                                      | Випуски                    | Формат | Сторінки | Дата випуску   | ISBN           |
| - | ------------------------------------------ | -------------------------- | ------ | -------- | -------------- | -------------- |
| 1 | «Остання амазонка» (англ. The Last Amazon) | Absolute Wonder Woman #1–7 | HC     | 176      | 12 серпня 2025 | 978-1799505297 |
| 1 | «Остання амазонка» (англ. The Last Amazon) | Absolute Wonder Woman #1–7 | TPB    | 176      | 12 серпня 2025 | 978-1799505303 |